# バグラデス川の戦い
バグラデス川の戦い（バグラデスがわのたたかい）またはカンピ・マグニの戦いは、第二次ポエニ戦争中の紀元前203年にバグラデス川（現在のメジェルダ川）沿いで発生した、ハスドルバル・バルカとシュファクスが指揮するカルタゴ軍と、スキピオ・アフリカヌス率いるローマ軍の間の戦闘。ローマ軍歩兵による翼包囲戦法が成功し、ローマ軍が大勝した。

## 戦略的背景
初春のウティカの戦いでの敗北の後、カルタゴには4,000人のケルト人傭兵部隊が到着した。当初は10,000人を期待していたが、何れにせよこの援軍は希望をもたらした。一方でスキピオは、ウティカの包囲を継続し、海からの攻撃も行ったが、成功しなかった。このため、ウティカ近郊の野営地で1ヶ月を過ごし、戦利品を兵士達に分配した。

## 序幕および兵力

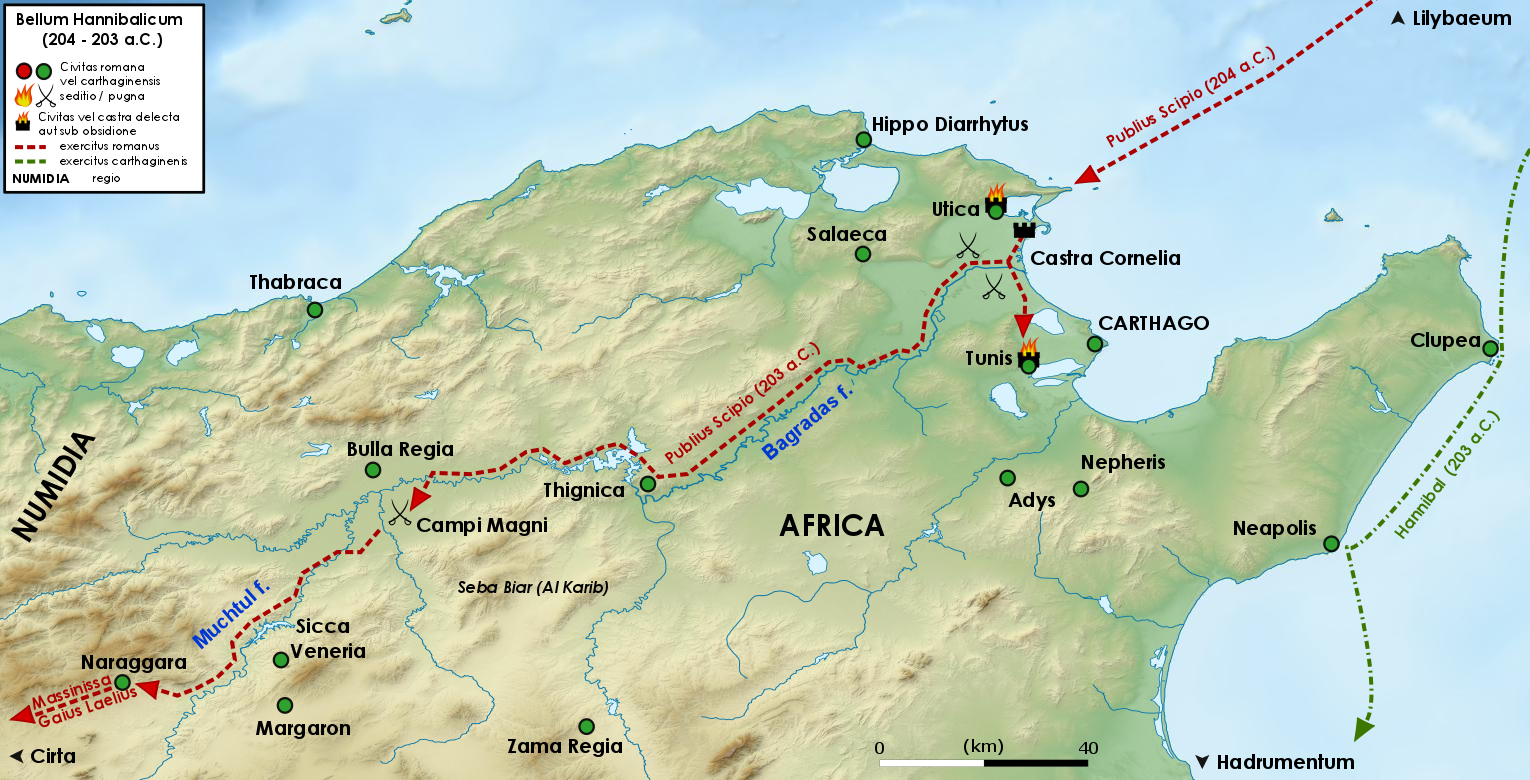
スキピオのアフリカ侵攻経路

スキピオは、カルタゴ軍がバグラデス川沿いの内陸150キロメートルにあるカンピ・マグニ（大平原の意）と呼ばれる場所に野営しているとの情報を得た。彼はローマ軍をそこに向かって進めた。ウティカ包囲を継続するために1/3ないし1/4の歩兵を残し、全ての騎兵および一部の軽歩兵を含む15,000の兵を率いた。歩兵兵力は1個ローマ軍団と、1個または2個の同盟国軍団であったと思われる。5日の行軍後、カルタゴ軍野営地から6キロメートルに到達し、敵の様子を偵察した。
カンピ・マグニのカルタゴ軍兵力は20,000名から30,000名程度であった。歩兵の主力であったケルト兵に加え、カルタゴ騎兵およびヌミディア騎兵を有しており、カルタゴ・ヌミディア騎兵は多くなかったと思われる。選抜された軍ではあったが、ローマ軍と同等の能力に全軍がなるには、訓練が必要であった。もっとも、カルタゴ軍にも有利な点はあった。ローマ軍は軽装であり、長期作戦用の補給物資も十分に持っておらず、地理にも不慣れであった。ローマ軍が戦闘に敗れた場合には、全滅は免れなかった。
4日間の小競り合いの後、スキピオはカルタゴ軍に決戦を挑んだ。

## 兵力配置
カルタゴ軍は歩兵を中央に、右翼にハスドルバルが指揮するカルタゴ重騎兵、左翼にシュファクスが指揮するヌミディア軽騎兵が配置された。中央の歩兵はケルト兵が中心で、その右側面がカルタゴ歩兵、左側面がヌミディア歩兵であった（但し、カルタゴ・ヌミディア歩兵に関しては不明である）。
ローマ軍は、ヌミディア騎兵の正面にガイウス・ラエリウスが指揮するローマ重騎兵、カルタゴ騎兵にはマシニッサのヌミディア軽騎兵が対応した。ケルト歩兵にはローマ軍団が対応し、その側面に同盟国歩兵が配置され、カルタゴ・ヌミディア歩兵に対応した。ローマ歩兵は伝統的な配列をとっており、即ちハスタティが前列、2列目がプリンキプス、3列目がトリアイリイに配置された。

## 戦闘

ケルト歩兵に対するローマ歩兵の翼包囲

戦闘が開始されると、まずローマ軍騎兵が突撃したが、カルタゴ軍騎兵はほとんど（または全く）抵抗せずに撤退した。ローマ騎兵はカルタゴ騎兵を追跡して戦場から離れた。ハスドルバルとシュファクスも騎兵と共に撤退したため、生還することができた。
このため、戦場は歩兵同士の戦いとなった。カルタゴ軍のケルト歩兵はローマ歩兵の攻撃に耐えていた。ケルト兵が逃げなかったのは、地理に不慣れで、たとえ逃走しても生還できる可能性は低かったためでもある。
スキピオはハスタティがケルト兵と戦っている間、プリンキプスとトリアイリイを待機させたままにはしなかった。その代わり、騎兵も補助兵も使用せずに、敵の側面に回りこんでこれを攻撃するという複雑な戦術機動を実施させた。
スキピオは（通常は升目状に布陣している）ケントゥリア（百人隊）の間隔を詰めさせ、3列間の間隔も短縮した。これによって（通常はケントゥリアの間を通って後退できる）ハスタティはプリンキプスの背後に後退できなくなった。続いて、戦っているハスタティの背後のプリンキプスとトリアイリイのケントゥリアに対して、右翼および左翼に回りこみ、さらに背後に回ってケルト歩兵を包囲するように命じた。この機動は成功し、ケルト兵は包囲殲滅された。

## その後
この敗北の後、カルタゴは合意の可能性は少なかったが、ローマとの講和を求めた。スキピオはカルタゴに対して平和条約締結に関して控えめな条件を出した。しかし交渉の途中で、カルタゴはハンニバルとその歴戦の兵士達をイタリアから呼び戻し、ローマともう一戦を交えることを決意した。しかしながら、ハンニバルはザマの戦いでスキピオに敗れ、第二次ポエニ戦争は終了した。

## 参考資料

### 古代の史料
- (GRC) Appiano di Alessandria, Historia Romana (Ῥωμαϊκά), VII e VIII.
- (LA) Eutropio, Breviarium ab Urbe condita, III.
- (GRC) Polibio, Storie (Ἰστορίαι), III-XV.
- (LA) Tito Livio, Ab Urbe condita libri, XXI-XXX.

### 現代の研究書
- Giovanni Brizzi, Storia di Roma. 1. Dalle origini ad Azio, Bologna, Patron, 1997, ISBN 978-88-555-2419-3.
- Giovanni Brizzi, Scipione e Annibale, la guerra per salvare Roma, Bari-Roma, Laterza, 2007, ISBN 978-88-420-8332-0.
- Giovanni Brizzi , Scipio and Hannibal, the war to save Roma , Roma-Bari, Laterza, 2007, ISBN  978-88-420-8332-0 .
- Guido Clemente, The War with Hannibal , in Einaudi History of the Greeks and Romans , XIV, Milan, Il Sole 24 ORE, 2008.
- Gianni Granzotto , Hannibal , Milan, Mondadori, 1991, ISBN  88-04-35519-0 .
- Serge Lancel, Hannibal , Rome, Jouvence, 2002, ISBN  978-88-7801-280-6 .
- Theodor Mommsen , History of Ancient Rome , vol.II, Milan, Sansoni, 2001, ISBN  978-88-383-1882-5 .
- André Piganiol , The Roman conquest , Milan, Basic Books, 1989.
- Howard H.Scullard, History of the Roman world. From the foundation of Rome to the destruction of Carthage , vol.I, Milan, BUR, 1992 ISBN  88-17-11574-6 .